# Dimitris Christofias

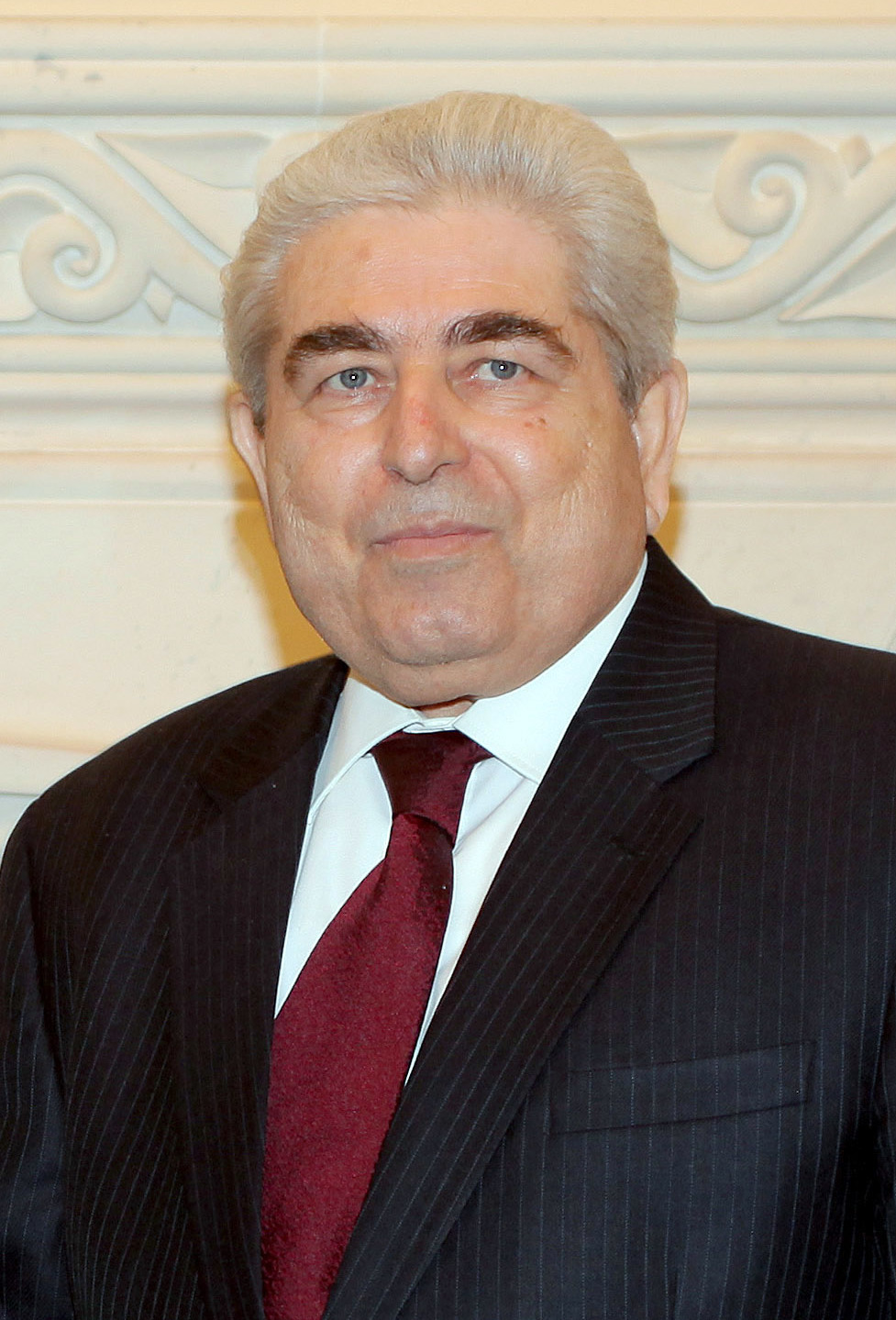
Dimitris Christofias

Dimitris Christofias (Grieks: Δημήτρης Χριστόφιας) (Dikomo, 29 augustus 1946 - 21 juni 2019) was een Grieks-Cypriotisch politicus en president van Cyprus. Hij was de eerste president van Cyprus met een communistische achtergrond. In 2008 won hij met zijn partij, AKEL geheten, de presidentsverkiezingen in de tweede ronde. Gedurende de verkiezingstijd pleitte hij voor onderhandelingen met de Turks-Cyprioten teneinde toe te werken naar een hereniging van het eiland. Hij ondersteunde de sluiting van de Britse militaire bases op Cyprus. In 2013 werd Christofias opgevolgd door de conservatieve Nikos Anastasiadis, die de presidentsverkiezingen won. Christofias deed zelf niet mee aan de presidentsverkiezingen.
Hij overleed op 72-jarige leeftijd.
- Gemeinsame Normdatei: 1013153340
- International Standard Name Identifier: 0000 0003 8586 829X
- Library of Congress Control Number: no2008017627
- Parlement.com: vhyzmxm0k0r5
- Virtual International Authority File: 17024208
- WorldCat: E39PBJp68btryRkKC8d7mKCqQq